# 10280 Yequanzhi
10280 Yequanzhi este o planetă minoră (asteroid) din centura de asteroizi. A fost descoperită pe 2 martie 1981 la Observatorul Siding Spring de Schelte J. Bus și a fost numită după Ye Quanzhi⁠(d). 
Obiectul prezintă o orbită caracterizată de o semiaxă mare de 2,3648905 UAi, o excentricitate de 0,2, o înclinație de 1,49205 ° în raport cu ecliptica.